# Kreisgebietsreform Mecklenburg-Vorpommern 2011

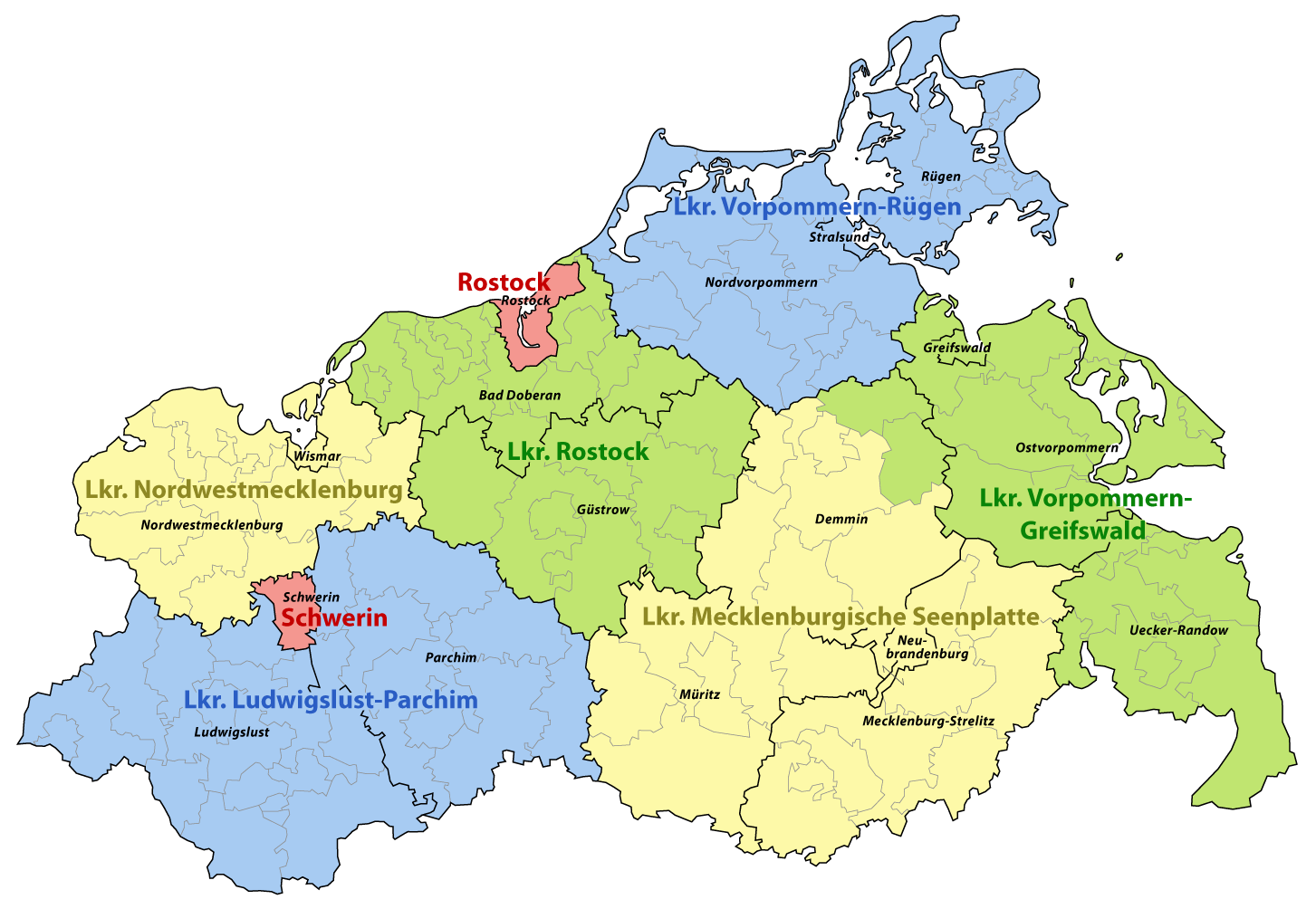
Auswirkungen der Kreisgebietsreform 2011 in Mecklenburg-Vorpommern

Die am 4. September 2011 in Kraft getretene Kreisgebietsreform Mecklenburg-Vorpommern war eine Gebietsreform im bezeichneten Bundesland. Durch sie wurde die Anzahl der Landkreise von zwölf auf sechs reduziert. Fünf der dabei neu geschaffenen Großkreise sind die flächenmäßig größten Landkreise Deutschlands. Davon ist der Landkreis Mecklenburgische Seenplatte der mit Abstand größte. Er ist mehr als doppelt so groß wie das Saarland. Als kreisfreie Städte sind lediglich Rostock und Schwerin verblieben.

## Ergebnis
Das am 7. Juli 2010 vom Landtag Mecklenburg-Vorpommern verabschiedete, am 12. Juli 2010 ausgefertigte und am 28. Juli 2010 verkündete „Gesetz zur Schaffung zukunftsfähiger Strukturen der Landkreise und kreisfreien Städte des Landes Mecklenburg-Vorpommern (Kreisstrukturgesetz)“, das seinerseits als Artikel 1 das „Gesetz zur Neuordnung der Landkreise und der kreisfreien Städte des Landes Mecklenburg-Vorpommern (Landkreisneuordnungsgesetz – LNOG M-V)“ enthält, verringerte die Zahl der Landkreise von zwölf auf sechs. Dabei gingen mit Ausnahme des bisherigen Landkreises Demmin alle Kreise komplett in einem neuen Großkreis auf. Zwei der bis dahin sechs kreisfreien Städte behielten ihren Status. Die anderen vier wurden zu Kreisstädten.
Zusammen mit der Landtagswahl fanden am 4. September 2011 Kommunalwahlen in den neu gebildeten Landkreisen statt. Die stimmberechtigten Bürger wählten die Kreistage und Landräte sowie die Namen der neuen Landkreise.
| Neuer Landkreis bzw. weiterhin kreisfreie Stadt | Landesteil                    | Kreissitz      | Vorherige Kreise und kreisfreie Städte | Einwohner 31. Dezember 2010 | Fläche km² |
| ----------------------------------------------- | ----------------------------- | -------------- | --- | --------------------------- | ---------- |
| Rostock                                         | Mecklenburg                   | —              | — | 202.735                     | 181        |
| Schwerin                                        | Mecklenburg                   | —              | — | 95.220                      | 131        |
| Landkreis Mecklenburgische Seenplatte           | Mecklenburg, teils Vorpommern | Neubrandenburg | Neubrandenburg, Landkreis Müritz, Landkreis Mecklenburg-Strelitz; Städte Dargun und Demmin und Ämter Demmin-Land, Malchin am Kummerower See, Stavenhagen, Treptower Tollensewinkel (Landkreis Demmin) | 272.922                     | 5.468      |
| Landkreis Rostock                               | Mecklenburg                   | Güstrow        | Landkreis Bad Doberan, Landkreis Güstrow | 216.189                     | 3.421      |
| Landkreis Ludwigslust-Parchim                   | Mecklenburg                   | Parchim        | Landkreis Parchim, Landkreis Ludwigslust | 218.362                     | 4.750      |
| Landkreis Nordwestmecklenburg                   | Mecklenburg                   | Wismar         | Hansestadt Wismar, Landkreis Nordwestmecklenburg | 160.423                     | 2.117      |
| Landkreis Vorpommern-Rügen                      | Vorpommern, teils Mecklenburg | Stralsund      | Hansestadt Stralsund, Landkreis Nordvorpommern, Landkreis Rügen | 230.743                     | 3.188      |
| Landkreis Vorpommern-Greifswald                 | Vorpommern, teils Mecklenburg | Greifswald     | Hansestadt Greifswald, Landkreis Ostvorpommern, Landkreis Uecker-Randow; Ämter Jarmen-Tutow, Peenetal/Loitz (Landkreis Demmin)                                                                        | 245.733                     | 3.927      |

## Geschichte

### Ausgangslage: Landkreise und kreisfreie Städte von 1990 bis 2011
Durch den endgültigen Beitritt der Deutschen Demokratischen Republik zur Bundesrepublik Deutschland am 3. Oktober 1990 wurde die Länderneustrukturierung umgesetzt, die zuvor von der Volkskammer der DDR am 22. Juli 1990 beschlossen worden war. Weitestgehend bildeten die Bezirke Rostock, Schwerin und Neubrandenburg das Bundesland Mecklenburg-Vorpommern. Die ehemaligen 31 Kreise und sechs kreisfreien Städte in den drei Bezirken behielten bis zum 12. Juni 1994 in fast allen Fällen ihre Grenzen. Das Gesetz zur Neuordnung der Landkreise und kreisfreien Städte des Landes Mecklenburg-Vorpommern (LNOG) vom 1. Juli 1993 findet sich im Gesetzentwurf der Landesregierung vom 6. Januar 1993 in der Landtagsdrucksache 1/2681. Die Neuordnung wurde unter zehn Prinzipien gestellt.

Bezirke und Kreise der DDR 1952 bis 1990

1. Die angezielte Regeleinwohnerzahl von 100.000 soll in den neuen Landkreisen nicht unterschritten werden.
2. Die Entfernung jeder Gemeinde von der Kreisverwaltung soll maximal 40 km Luftlinie, in Ausnahmefällen bis zu 55 km betragen.
3. Die Kreissitze sollen grundsätzlich in Mittelzentren des ländlichen Raumes etabliert werden.
4. Kreisfreie Städte dürfen nur Oberzentren mit über 100.000 Einwohnern bzw. Orte mit oberzentraler Funktion sein.
5. Die bisherigen Landkreise sollen möglichst ohne Teilung in neue überführt werden.
6. Es soll höchstens 20 Verwaltungseinheiten (Ämter) pro Landkreis geben.
7. Kreisangehörige Städte sollen nicht mehr als 30 % der Kreisbevölkerung umfassen.
8. Durch Landesverordnung gebildete Ämter bleiben erhalten.
9. Das zentralörtliche System des Landes sowie die Verflechtungsbereiche von Mittelzentren sind zu beachten.
10. Die historischen und naturräumlichen Gegebenheiten werden beibehalten.

Durch die Reform 1994 entstanden zwölf neue Landkreise, wobei die sechs kreisfreien Städte (Rostock, Schwerin, Neubrandenburg, Stralsund, Greifswald, Wismar) ihren Status behielten. Die zwölf Kreise gliederten sich dem Bundesland unter. Mit den Veränderungen 1994 in Mecklenburg-Vorpommern gestaltete man die Ämterverfassung des Landes nach dem Vorbild von Schleswig-Holstein. Die durchschnittliche Fläche der neu gebildeten zwölf Landkreise betrug 1890 km² mit einer durchschnittlichen Bevölkerungszahl von 102.000 Einwohnern.
Verschiedene wissenschaftliche Analysen verwiesen auf erschwerende Elemente bei dieser ersten Umstrukturierung. Sie war sehr anspruchsvoll und komplex und hatte zur Folge, dass später erneut reformiert werden musste. Wesentlicher Kritikpunkt war, dass anstelle einer Neugliederung lediglich eine Transformation der Bezirks-, Kreis- und Kommunalverwaltungen trat. Dabei begleiteten die Verwaltung ein stetiger Personalabbau, eine konsequente Schulung und Qualifizierung der Beschäftigten und ein hoher Einfluss von zugezogenen westdeutschen „Verwaltungseliten“. Das deutlich vom schleswig-holsteinischen geprägte Verwaltungssystem in Mecklenburg-Vorpommern wurde jedoch nicht grundlegend kritisch reflektiert und modernisiert. Die wiedergewählte CDU-FDP-Koalition plante nun, die Verwaltungsveränderungen zu stabilisieren und zu beruhigen und auch die weiteren Verwaltungsreformen nach 1994 zu reduzieren. Jedoch drängte die prognostizierte negative demographische Entwicklung die Regierung zum baldigen Handeln.

#### Tabelle

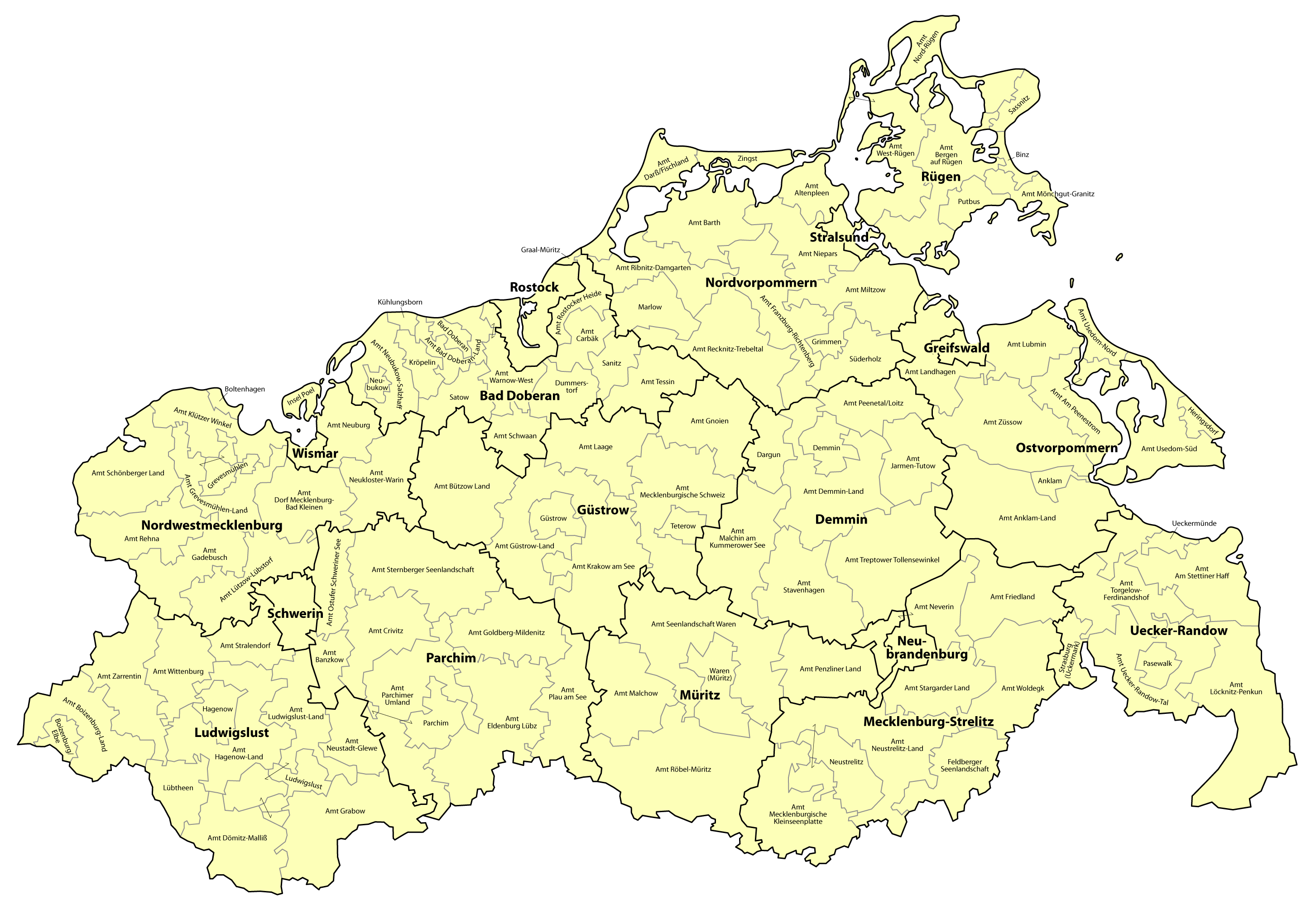
Landkreise und kreisfreie Städte sowie Ämter und amtsfreie Gemeinden in Mecklenburg-Vorpommern bis September 2011

| Nr. | Landkreis                   | Einwohner (31. Dez. 2010) | Fläche |
| --- | --------------------------- | ------------------------- | ------ |
| 1.  | Bad Doberan (DBR)           | 117.197                   | 1.362  |
| 2.  | Demmin (DM)                 | 79.466                    | 1.921  |
| 3.  | Greifswald (Stadt) (HGW)    | 54.610                    | 50     |
| 4.  | Güstrow (GÜ)                | 98.992                    | 2.058  |
| 5.  | Ludwigslust (LWL)           | 122.564                   | 2.517  |
| 6.  | Mecklenburg-Strelitz (MST)  | 77.509                    | 2.090  |
| 7.  | Müritz (MÜR)                | 64.615                    | 1.713  |
| 8.  | Neubrandenburg (Stadt) (NB) | 65.282                    | 85     |
| 9.  | Nordvorpommern (NVP)        | 105.547                   | 2.172  |
| 10. | Nordwestmecklenburg (NWM)   | 116.026                   | 2.076  |
| 11. | Ostvorpommern (OVP)         | 105.036                   | 1.900  |
| 12. | Parchim (PCH)               | 95.798                    | 2.233  |
| 13. | Rostock (Stadt) (HRO)       | 202.735                   | 181    |
| 14. | Rügen (RÜG)                 | 67.526                    | 974    |
| 15. | Schwerin (Stadt) (SN)       | 95.220                    | 130    |
| 16. | Stralsund (Stadt) (HST)     | 57.670                    | 38     |
| 17. | Uecker-Randow (UER)         | 72.137                    | 1.635  |
| 18. | Wismar (Stadt) (HWI)        | 44.397                    | 41     |

### Vorläufer
Nach Sachsen-Anhalt (2007) und Sachsen (2008) ist Mecklenburg-Vorpommern das dritte ostdeutsche Land, in dem nach 1993/94/96 eine erneute Kreisgebietsreform durchgeführt wurde.
Bereits Mitte der 1990er Jahre waren in diesen drei Ländern jeweils Kreisgebietsreformen in Kraft getreten. Die bisherigen Reformen reichten nach Meinung der betroffenen Politiker und einiger Verwaltungsfachleute jedoch nicht aus, da die Bevölkerung in allen drei Ländern stetig abnehme und somit die Verwaltungskosten pro Einwohner stiegen.

### Gestoppter Plan zur Kreisgebietsreform 2009

#### Planungen

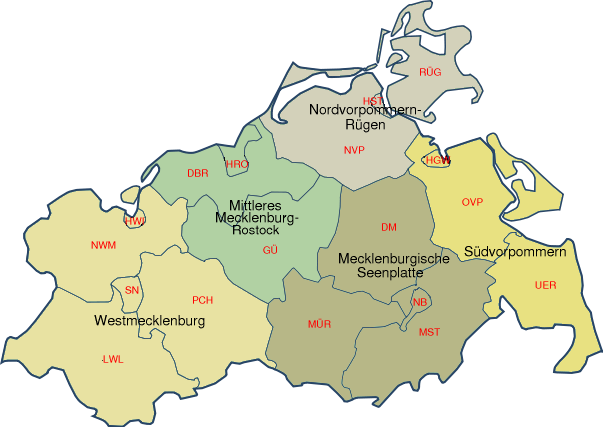
Auswirkungen der ursprünglich geplanten Kreisgebietsreform 2009

Die ersten Bewegungen in Richtung einer Reformierung der kommunalen Verwaltung finden sich in den Koalitionsvereinbarungen der SPD und PDS von 1998 für die dritte Legislaturperiode des Landes Mecklenburg-Vorpommern. In Leitziel IX., „Selbstverwaltung der Kommunen ausbauen und ihre Leistungsfähigkeit sichern“, Abschnitt „Kommunalpolitik“, fordern die Partner als Ziele „Transparenz, Bürgernähe, Entbürokratisierung und Leistungssteigerung“. Neben der Absicht, mittelfristig die Kommunalverfassung bezüglich der „Kompetenzen und Kontrollrechte der Kommunalvertretungen“ zu stärken, beabsichtigen die Koalitionäre zu prüfen, welche Aufgaben auf Landkreise und kreisfreie Städte wie auch auf administrativ darunter liegende Ämter und amtsfreie Gemeinden übertragen werden können.
Seit September 2000 tagte die vom Landtag eingesetzte Enquete-Kommission „Zukunftsfähige Gemeinden und Gemeindestrukturen in Mecklenburg-Vorpommern“ mit 20 stimmberechtigten Mitgliedern. Sie beschäftigte sich nach der Neukonstituierung nach einer Verfassungsklage von 2001 mit E-Government, den „Grundzügen einer zukunftsfähigen Funktionalreform und der Stadt-Umland-Problematik“. Als Ergebnisse stellte die Kommission verschiedene Modelle und Maßnahmen zur Verbesserung der Gemeindestruktur, bürgerlicher Partizipation, Lösungen der Stadt-Umland-Problematik, die Möglichkeit der Aufgabenübertragung auf kommunale Ebenen und die Förderung der politischen Akzeptanz der Strukturveränderung vor.
Einen Schritt in die wahrnehmbare Öffentlichkeit vollzog der damalige Innenminister Gottfried Timm (SPD) am 9. Oktober 2002 mit den Worten „Wenn dieses Land seine Entwicklungspotenziale erschließen will, kann es sich die Schwerfälligkeit und Kleinteiligkeit der Verwaltung, wie sie derzeit existiert, nicht mehr leisten“ und begann, die angestrebten Verwaltungsreformen anzugehen. Im Rahmen der Reformen beabsichtigte Gottfried Timm die Zentralisierung und Zusammenfassung der zwölf Landkreise und sechs kreisfreien Städte in vier sogenannte „Verwaltungsregionen“.
Dieser Vorstoß sorgte bei dem Koalitionspartner PDS für Kritik. Ebenfalls kritisch verhielt sich die Opposition (CDU). Der Landkreistag Mecklenburg-Vorpommern verhielt sich nach seiner Sitzung im Dezember 2002 eher positiv und zum Gespräch bereit: „Die Landkreise stellen sich den notwendigen Prüfungen für eine neue flächendeckende Gebietsreform und erklären ihre Bereitschaft, diesen Prozess aktiv zu begleiten.“
Die Regierung des Landes beschloss am 21. Januar 2003 „Eckpunkte zur Reform der öffentlichen Verwaltung in Mecklenburg-Vorpommern“ und informierte darüber den Landtag am 4. Februar 2003 durch die Landesdrucksache 4/205. Kernaussage des Schriftstückes war, dass die öffentliche Verwaltung in Mecklenburg-Vorpommern hinter ihren Möglichkeiten zurückbleibt und sich dem Bürger nicht als moderner, kommunikativer, kosten- und zeitsparender sowie effizienter Dienstleister darbietet. Dabei blieben vor allem Gemeinden und auch die Landkreise unter den erforderlichen und gewünschten Leistungsfähigkeiten zurück. Als Ziele der Reform waren die Erhöhung von mehr Bürgernähe und Bürgerfreundlichkeit, weniger Bürokratie, Steigerung der Leistungsfähigkeit des Personals und der Organisation, sowie die kostengünstige Aufgabenerledigung angestrebt.
Zuständig für die „Verfahren und Maßnahmen zur Umsetzung“ war laut „Eckpunkteplan“ eine zusätzlich am 21. Januar 2003 gegründete Interministerielle Arbeitsgruppe (IMAG). Diese hatte zur Aufgabe, „im Jahr 2003 die Zuordnung der Aufgaben“ vorzuschlagen und dies mit „Beteiligung aller Ressorts, des Landesrechnungshofes, der kommunalen Landesverbände und von Vertretern der Personalräte auf Grund eines Vier-Kreis-Modells“ auszuarbeiten.
Bereits am 30. Januar 2003 bei der achten Sitzung folgten Kritiken und Debatten zu den „Eckpunkten“ im Schweriner Landtag.
Im Jahresverlauf entwickelten sich auch unter den Koalitionspartnern Gegenmeinungen zum Vier-Kreis-Modell. Am 7. Mai 2003 sprach sich SPD-Koalitionspartner PDS gegen das Modell aus und strebte eine Neuordnung der Landkreise in sieben bis acht Regionen an und begann damit einen monatelangen Koalitionsstreit.
Am 24. Juni 2003 beauftragte die Regierung das Ministerium für Arbeit, Bau und Landesentwicklung Mecklenburg-Vorpommern, Alternativen zum 4+0-Kreis-Modell prüfen zu lassen und zu entwickeln. Herausgearbeitet wurden die Stärken und Schwächen der Modelle „12+3“, „9+2“, „8+2“ und „4+0“ und im Mai 2005 präsentiert. Hinzu kam, durch den politischen Disput, auch das leicht zum ursprünglichen „4+0“ veränderte „5+0-Modell“. An dem politisch motivierten „5+0“-Modell kritisierte man bereits zu diesem Zeitpunkt die beabsichtigte Trennung Vorpommerns als sehr schadhaft und bar jeglicher Logik. Dieser Schritt würde die schon jetzt wirtschaftsschwache Region gegenüber den anderen Kreisen weiter schwächen und die beabsichtigte Landespolitik verfehlen. Am 18. September 2003 erfolgte der Abschlussbericht der interministeriellen Arbeitsgruppe „Funktionalreform“.
Am 8. Dezember beschlossen die Koalitionäre nach „monatelangem Streit“ das Fünf-Kreis-Modell, wobei die PDS sich noch durch ein Votum ihrer Parteigremien rückversichern musste. Der Landesvorstand lehnte jedoch am 13. Dezember den mit der SPD verhandelten Kompromiss ab und Mitte Januar 2004 verweigerte die Mehrzahl der Delegierten ebenfalls auf dem Sonderparteitag das „5+0-Modell“. Widerstand gegen die von der Landesregierung fokussierte „5+0-Reform“ formierte sich auch durch den Landkreistag Mecklenburg-Vorpommern am 8. Januar 2004, der mehrheitlich dagegen war.
Am 28. April 2004  beantragten die Fraktionen SPD und PDS beim Landtag den Beschluss der Umsetzung der „Grundkonzeption einer umfassenden Verwaltungsmodernisierung und Funktionalreform“. Ziel war die „nachhaltige Verbesserung der Qualität“ zur „zukunftsfähigen, effizienten und finanzierbaren“ öffentlichen Verwaltung durch Dezentralisierung und Verschlankung. In Punkt II des Antrags formulierte die Koalition die folgenden fünf Punkte, die zur Umsetzung der Ziele dienen sollten. Diese waren die „Sicherung und Stärkung des ehrenamtlichen Engagements“, „Einräumigkeit der Verwaltung“, „Aufgabenübertragung nach unten“, „Demokratische Legitimation“ und „Einheit der Verwaltung“. Diese „Grundkonzeption“ verabschiedete der Landtag am 12. Mai 2004, um eine „umfassend[e] Verwaltungsmodernisierung und Funktionalreform“ zu ermöglichen. Der gesamte Reformprozess sollte bis zum Ende der 4. Legislaturperiode (Oktober 2006) gesetzliche Grundlagen für eine
- Neuordnung der unmittelbaren Landesverwaltung
- Funktionalreform I
- Funktionalreform II
- Kreisgebietsreform einschließlich Integration der kreisfreien Städte, Schaffung des Status einer großen kreisangehörigen Stadt, mit differenzierter Kreisumlage und Sonderstatus Insel Rügen
- Novellierung der Kommunalverfassung
- Prüfung einer frühzeitigen Aufgabenübertragung
- Personalüberleitung

und bis zur Kommunalwahl 2009 ebenso gesetzliche Grundlagen für
- abschließende Maßnahmen der Funktionalreform
- Anpassung des kommunalen Finanzausgleiches
- flankierende Maßnahmen zur Umsetzung der Reform[31] schaffen.

Am 25. Mai 2004 unterrichtete der Innenminister den Landtag über die Verwaltungsreform mit der Drucksache 4/1210 und präsentierte eine Zusammenstellung von fünf Anlagen.
Durch die Einbringung des „Organisationsgesetzes“ am 30. August 2004 schuf das Parlament die Grundlage für die „von der Landesregierung beabsichtigte Verwaltungsreform und legt die grundlegenden Organisationsbestimmungen in einem formellen Gesetz fest“. Die Notwendigkeit der Regelung wird mit den Beschlüssen vom 12. Mai 2004 begründet, dass dieses Organisationsgesetz „die gesetzliche Basis für die Umsetzung vieler Maßnahmen“ bildet und ein Verzicht „den Umsetzungsprozess erschweren“ würde.
In der 53. Sitzung des Landtages beschloss dieser am 9. März 2005 die Umsetzung der „Beschlussempfehlung des Sonderausschusses“.
Im Januar 2005 kündigte die CDU-Landtagsfraktion eine Verfassungsklage gegen die Kreisgebietsreform an, wenn weiterhin die Funktionalreform mit der Kreisstruktur gekoppelt bleiben und ein solcher Gesetzentwurf vom Landtag angenommen werden würde.
Mit dem Entwurf der Landesregierung für das Gesetz „zur Modernisierung der Verwaltung des Landes Mecklenburg-Vorpommern“ am 18. Mai 2005 beabsichtigte man die „politische Entscheidung hinsichtlich der Funktionalreform und kreislichen Strukturen“ umzusetzen. Die 632 Seiten umfassende Drucksache 4/1710 umfasst 28 Artikel mit 101 Paragraphen und zwei Begründungsabschnitte (Allgemeines und Einzelbegründung der Teile und Artikel), sowie weitere Anlagen.
Ende März 2006 wurde dem Landtag durch den Ausschuss die Beschlussempfehlung mit Bericht vorgelegt. Basierend auf dem Gesetzentwurf in der Drucksache 4/1710 wurden die Gesetzesvorschläge teilweise abgeändert. Des Weiteren enthielt der Bericht eine Zusammenstellung der Äußerung von Angehörten. Mit der entscheidenden zweiten Lesung am 5. April 2006 im Landtag verabschiedeten 70 Abgeordnete nach einer zehneinhalbstündigen Plenarsitzung die Verwaltungsreform und Veränderung der Kreisstrukturen. 37 Abgeordnete stimmten dafür, 33 Parlamentarier stimmten mit „Nein“. Damit trat am 23. Mai 2006 das Gesetz über die Funktional- und Strukturreform des Landes Mecklenburg-Vorpommern in Kraft.
Nach der Verabschiedung des Gesetzes reichten am 23. August 2006, am 28. August 2006 und am 6. Dezember 2006 insgesamt elf Landkreise ihre Verfassungsbeschwerde ein. Ebenso verwirklichte am 7. September 2006 die CDU-Landtagsfraktion ihre Drohung und erhob beim Landesverfassungsgericht in Greifswald ebenfalls Klage gegen die beschlossene Verwaltungsreform.
Es war zu erwarten gewesen, dass einzelne Gemeinden aus den bisherigen Kreisen in den jeweiligen benachbarten Großkreis wechseln würden. Besonders evident war dies im nördlichen Teil des Landkreises Demmin, der bis 1952 zum Kreis Grimmen gehört hatte, v. a. im Amt Peenetal/Loitz. Aber auch die Städte Jarmen mit Umland und die Kreisstadt Demmin hatten sich noch nicht endgültig entschieden, ob sie zukünftig zum Großkreis Mecklenburgische Seenplatte oder zum Großkreis Südvorpommern gehören wollten.
Die geplanten fünf Großkreise, die im Wesentlichen den Planungsregionen des Landes entsprachen, sollten wie in der folgenden Liste aufgeführt verwirklicht werden:
| Geplanter Großkreis           | Landesteil                    | Kreisstadt     | Ursprüngliche Kreise und kreisfreie Städte                                                                            | Einwohner 31. Dezember 2006 | Fläche km² |
| ----------------------------- | ----------------------------- | -------------- | --- | --------------------------- | ---------- |
| Mecklenburgische Seenplatte   | Mecklenburg, teils Vorpommern | Neubrandenburg | Neubrandenburg, Landkreis Müritz, Landkreis Demmin, Landkreis Mecklenburg-Strelitz                                    | 302.125                     | 5809       |
| Mittleres Mecklenburg-Rostock | Mecklenburg                   | Rostock        | Hansestadt Rostock, Landkreis Bad Doberan, Landkreis Güstrow                                                          | 423.648                     | 3601       |
| Westmecklenburg               | Mecklenburg                   | Schwerin       | Landeshauptstadt Schwerin, Hansestadt Wismar, Landkreis Nordwestmecklenburg, Landkreis Parchim, Landkreis Ludwigslust | 489.413                     | 6997       |
| Nordvorpommern-Rügen          | Vorpommern, teils Mecklenburg | Stralsund      | Hansestadt Stralsund, Landkreis Nordvorpommern, Landkreis Rügen                                                       | 239.653                     | 3182       |
| Südvorpommern                 | Vorpommern                    | Anklam         | Hansestadt Greifswald, Landkreis Ostvorpommern, Landkreis Uecker-Randow                                               | 238.915                     | 3584       |

#### Kritik am Plan bis 2009
Im Zuge der Reformdebatte analysierte 2004 eine Studie zur Verwaltungsmodernisierung politische Restriktionen bei der Umsetzung der Verwaltungsreform. Vor allem wird die knappe und stark selektive Darstellung der Reform aus den ursprünglichen „Eckpunkten“ hervorgehoben. Kritisiert wird der Mangel an umfassender Betrachtung, die fehlende Einordnung in eine europäische Dimension und die Nicht-Benennung des Stellenwertes der kommunalen Selbstverwaltung. Die gesamte Darstellung wird als wenig unterfüttert, stichpunktartig und sehr allgemein bewertet. Die Schwerpunktfixierung auf die neuen Regionalkreise würde einer ergebnisoffenen Diskussion der Funktionalreform deutliche Grenzen setzen. Dies verstärkte von Anfang an die Lagerbildung von Befürwortern und Kritikern. Besonders die unpräzisen Festlegungen des Aufgabenabbaus und der Aufgabentransferierung ermöglichten der IMAG, politische Debatten von vornherein zu vermeiden.
Bereits im Jahr 2003 wurde hauptsächlich die fehlende fachlich-wissenschaftliche Grundlage kritisiert. Erst eine Analyse der Stärken und Schwächen von Regionen könnte die Strukturreform begründen, ansonsten wäre das Gesamtkonzept nicht schlüssig. Eine Umsetzung hätte kleinste Gemeinden innerhalb großer Kreise geschaffen, die Reform hätte letztendlich die kommunale Ebene entkräftet und die bisherigen „Motoren“ der regionalen Entwicklung, die kreisfreien Städte, geschwächt.
Diese Kritik blieb auch im neuen Anlauf 2009–2011 bestehen, da sich die gesamte Strukturreform weiterhin auf Bevölkerungsprognosen bezog, die nur Teilaspekte der realen wirtschaftlichen und gesellschaftlichen Entwicklung darstellen.

#### Stopp durch Gerichtsentscheidung
Am 26. Juli 2007 urteilte das Landesverfassungsgericht Mecklenburg-Vorpommern über die Verfassungsbeschwerden mehrerer Landkreise und kreisfreier Städte sowie eine abstrakte Normenkontrolle von 24 Landtagsabgeordneten, dass die Bestimmungen zur Bildung der neuen Großkreise unvereinbar mit der Landesverfassung seien. Die Regierung habe die Entscheidung über die neue Kreisstruktur frühzeitig mit dem Zuschnitt der vorhandenen Planungsregionen verknüpft und auf die Entwicklung eines Leitbilds für zukünftige Kreise verzichtet. Der Gesetzgeber habe so die Kreisstruktur lediglich an eine wirtschaftlich sinnvolle Gliederung staatlicher Aufgaben angepasst. Damit sei „der Gesetzgeber von dem Entscheidungsmuster abgewichen […], nach dem gemeinhin umfassende Kreisgebietsreformen konzipiert und durchgeführt werden“.

„Die §§ 72 bis 77 FKrG M-V sind verfassungswidrig, weil im Verwaltungsmodernisierungsgesetz wesentlichen Belangen der durch Art. 72 Abs. 1 Satz 2 LV gewährleisteten Selbstverwaltung der Kreise nicht mit dem ihnen zukommenden Gewicht Rechnung getragen worden ist. […] Dem in dieser Lage geltenden verfassungsrechtlichen Gebot, weniger einschneidende Alternativen der Neugliederung wertend in das Gesetzgebungsverfahren einzuführen, ist der Gesetzgeber nicht hinreichend nachgekommen.“

Das Landesverfassungsgericht kritisierte auch die geplante Größe der neuen Kreise, ohne diese jedoch in irgendeiner Weise festzulegen. Das Urteil beruht also explizit nicht auf der Einschätzung, dass die neuen Kreise zu groß seien oder die kommunale Selbstverwaltung gefährdeten. Das Urteil wird einzig mit der nach Ansicht des Gerichts zu geringen verfahrensmäßigen Berücksichtigung dieser Belange im Gesetzgebungsverfahren – unabhängig vom Inhalt der dann von der Landesregierung getroffenen Entscheidung – begründet.
In den Rechts- und Verwaltungswissenschaften wird das Urteil des Landesverfassungsgerichts sehr kontrovers aufgenommen. Die Reaktionen reichen von massiver Kritik, die dem Urteil juristische Unzulänglichkeiten und politische Implikationen vorwirft, über eine gemäßigte Auffassung, die das Urteil in Teilen kritisiert, es aber vor der vorgenannten generellen Kritik in Schutz nimmt, bis zu ausdrücklichem Lob aus wissenschaftlicher Sicht.

## Kreisgebietsreform 2011

### Grundlagen
Mit Verweis auf wirtschaftliche und demographische Entwicklungen im Land wird eine Kreisgebietsreform von Teilen der Politik und vielen Fachleuten als notwendig erachtet. Somit wurden erneut Pläne für eine Neugestaltung der Kreisebene entwickelt. Die neuen Strukturen wurden am 4. September 2011 eingeführt. Die Prämissen für die neue Reform wurden der Öffentlichkeit im November 2007 vorgestellt:
- Mindestens zwei der bisherigen Landkreise sollen zu einem neuen Kreis zusammengeschlossen werden.
- Kein Landkreis soll mehr als 4000 km² umfassen.
- Jeder neue Landkreis soll im Jahr 2020 mindestens 175.000 Einwohner haben.
- Nach Möglichkeit soll keiner der bisherigen Landkreise auf verschiedene neue Kreise aufgeteilt werden.
- Rostock soll kreisfrei bleiben.
- Die kleineren kreisfreien Städte sollen ihre Kreisfreiheit verlieren.
- Der Status Schwerins steht noch nicht fest.

Mit den Reformansätzen, insbesondere auch mit alternativen Lösungsmöglichkeiten für die Stadt-Umland-Problematik und mit der Frage, welche Städte neben Rostock kreisfrei bleiben sollen, war eine Enquêtekommission des Landtags befasst worden.

### Lösung und konkrete Planungsvariante
Die Landesregierung und ihr folgend der Landtag gaben dem Modell mit sechs Kreisen den Vorzug. Rostock und Schwerin blieben kreisfreie Städte. Die Namen der neuen Landkreise waren vorläufig und wurden durch gemeinsam mit den Wahlen der Kreistage und Landräte stattfindende Bürgerentscheide endgültig festgelegt. Entgegen der ursprünglichen Planung der Landesregierung hatte nunmehr der Landtag selbst Kreissitze für die neuen Landkreise festgelegt, zugleich aber den neuen Landkreisen die Möglichkeit eröffnet, den Kreissitz durch Beschluss des Kreistags oder durch Bürgerentscheid an einen anderen Ort zu verlegen.
Den Gemeinden des Landes wurde die Möglichkeit eröffnet, über die künftige Kreiszugehörigkeit eine Abstimmung durchzuführen. Nur die Gemeinde Dahmen im Landkreis Güstrow hat davon Gebrauch gemacht. Am 12. Dezember 2010 haben sich ihre Bürger mit großer Mehrheit dagegen ausgesprochen, dem Landkreis Mecklenburgische Seenplatte zugeordnet zu werden.

#### Stärken

Die neuen Kreisgrenzen in Bezug auf die historische Grenze zwischen Mecklenburg und Pommern

Als größte und deutlichste Vorteile der neuen Kreisaufteilung wurden genannt:
- Weitgehend gleichmäßige Bevölkerungsstärken der sechs Flächenkreise und der kreisfreien Stadt Rostock.
- Vergleichbare Flächenausdehnung der sechs Flächenkreise.
- Die neuen Kreisgrenzen und -namen spiegeln weitgehend historische Einteilungen wider.

#### Schwachpunkte
Es gab auch kritische Stimmen zur Kreisgebietsreform. Sowohl das Einsparungspotenzial als auch die Sinnhaftigkeit für die Bürger werden von einem Teil der Fachwelt angezweifelt. Der Landkreistag Mecklenburg-Vorpommern e. V. hält zudem selbst die von der Kommunalen Gemeinschaftsstelle für Verwaltungsmanagement (KGSt) in einem Gutachten für Landesregierung und Landtag prognostizierte Nettofusionsrendite für zu niedrig, um eine Kreisstrukturreform zu rechtfertigen: Die jährliche Einsparung belaufe sich selbst dann auf nur 0,8 Prozent der jährlichen Ausgaben der Landkreise, darüber hinaus trete selbst unter den optimistischen Annahmen der KGSt kein Einspareffekt ein.
Das Innenministerium sah als größte verbleibende Schwachpunkte bei diesem Modell:
- Die Ausdehnung der neuen Landkreise Mecklenburgische Seenplatte und Südwestmecklenburg auf jeweils über 4500 km².
- Der Landkreis Nordwestmecklenburg fällt in seiner Bevölkerungszahl hinter den anderen fünf Flächenkreisen zurück.

Zudem wird kritisiert, dass die Kreisgrenzen teilweise den Bezug zu historisch gewachsenen Kulturregionen vermissen lassen, so sind Teile Vorpommerns (im Bereich Demmin-Altentreptow) Bestandteil des Landkreises Mecklenburgische Seenplatte, was auch topographisch nicht zutreffend ist.

### Reaktionen

#### Landkreise
Landkreis Bad Doberan
Der Landkreis Bad Doberan wünschte sich als Kreissitz für den neuen Landkreis die Hansestadt Rostock. Er plädierte für eine Vergrößerung des Landkreises Bad Doberan zu einem Mantelkreis um Rostock. Zusammen mit der Hansestadt könne der neue Landkreis zu einem überdurchschnittlich leistungsfähigen wirtschaftlichen Kernraum des Landes entwickelt werden.
Landkreis Demmin
Der Landkreis Demmin sprach sich gegen den vorgelegten Gesetzentwurf aus. Die Zerschlagung des Landkreises sei nicht zu rechtfertigen. Gewünscht wurde die Zuordnung des gesamten Landkreises zum neuen Landkreis Mecklenburgische Seenplatte, auch wenn dieser dann eine sehr große Kreisfläche besäße. Zumindest die Hansestadt Demmin und das Amt Demmin-Land müssten – anders als im Gesetzesentwurf vorgesehen – dem Landkreis Mecklenburgische Seenplatte zugeordnet werden. Die zwei Amtsbezirke, die eine Zuordnung zum Landkreis Südvorpommern wünschten, täten dies wegen der Nähe zum künftigen Kreissitz Greifswald. Außerdem sei der 4. September 2011 als Datum des Inkrafttretens der Reform viel zu früh gewählt.
Landkreis Güstrow
Der Landkreis Güstrow hielt die Abhaltung von Bürgerentscheiden zum Kreisnamen und zum Kreissitz nicht für sinnvoll. Er bot Güstrow als künftige Kreisstadt an und lehnte vehement die Hansestadt Rostock als nicht zum Kreis gehörende Hansestadt als künftigen Kreissitz ab.
Landkreis Ludwigslust
Der Landkreis Ludwigslust sah keine Vorteile bei der Bildung eines Landkreises Südwestmecklenburg. Es gab zu der Zeit keinen Wirtschaftsraum Ludwigslust-Parchim, der einen solchen Kreiszusammenschluss rechtfertigen würde. Da der Landeshauptstadt Schwerin zwei starke Landkreise gegenüberstünden, würde die Lösung der Stadt-Umland-Problematik im Bereich Schwerin erschwert. Die Festlegung des Kreissitzes durch den Gesetzgeber wurde gewünscht. Die Reform sollte frühestens 2014 in Kraft treten.
Der Landkreis wollte gerichtlich gegen die Neuordnung der Landkreise vorgehen.
Landkreis Mecklenburg-Strelitz
Der Landkreis Mecklenburg-Strelitz stimmte dem Gesetzentwurf zur Landkreisreform zu. Eine Umsetzung des Gesetzesentwurfs erst im Jahr 2014 sei bedenkenswert.
Landkreis Müritz
Der Landkreis Müritz lehnte die Bildung des neuen Landkreises Mecklenburgische Seenplatte wegen seiner enormen Größe von mehr als 5000 km² ab. Diese Kreisgröße wirke sich nachteilig auf die Ausübung eines Ehrenamtes aus. Der mögliche Wechsel einzelner Gemeinden in einen anderen Landkreis wird abgelehnt, da die Kreisgrenzen somit bis zum 31. Dezember 2010 noch nicht genau festliegen. Am 16. September 2010 hat der Kreistag auf seiner Sitzung beschlossen, gerichtlich gegen die Kreisgebietsreform vorzugehen.
Landkreis Nordvorpommern
Der Landkreis Nordvorpommern unterstützte das Reformvorhaben in der zuletzt geplanten Form und bewertete den vorliegenden Gesetzesentwurf als notwendig und positiv. Der Zusammenschluss des Landkreises mit Rügen und der Hansestadt Stralsund sei akzeptabel. Der Spardruck auf die Haushalte der bisherigen Landkreise sei noch nicht hoch genug. Der Zeitpunkt des Inkrafttretens des Neugliederungsgesetzes im September 2011 wird absolut befürwortet.
Landkreis Nordwestmecklenburg
Einerseits sah man die Einbeziehung der Hansestadt Wismar in den Landkreis Nordwestmecklenburg für nicht nötig an, da die Ziele der Reform auf der Grundlage der guten Beziehungen zur Hansestadt Wismar auch ohne eine Kreisstrukturreform durch interkommunale Zusammenarbeit zu erreichen wären, andererseits gäbe es ein Ungleichgewicht zwischen den neu zu bildenden Landkreisen Nordwestmecklenburg und Südwestmecklenburg zu Lasten des eigenen Landkreises. Fläche und Einwohnerzahl des neuen Landkreises Nordwestmecklenburg widersprächen den Zielen des Landtages. Das regionale Ungleichgewicht zwischen beiden Landkreisen müsse zu Lasten Südwestmecklenburgs ausgeglichen werden. Der Reformzeitpunkt im September 2011 sei sehr früh und müsse kritisch betrachtet werden.
Landkreis Ostvorpommern
Der Landkreis Ostvorpommern lehnte den Gesetzesentwurf und den Zeitpunkt des Inkrafttretens des Neugliederungsgesetzes ab. Er fürchtete, dass die Kreisgröße des neuen Landkreises sich nachteilig auf die Ausübung eines Ehrenamtes auswirke.
Der Landkreis wollte gerichtlich gegen die Neuordnung der Landkreise vorgehen.
Landkreis Parchim
Der Landkreis Parchim war dafür, dass gleichzeitig mit dem Neugliederungsgesetz eine Funktionalreform einhergehe, bei der Aufgaben vom Land auf die verbleibenden kreisfreien Städte und auf die neuen Landkreise und von den Landkreisen auf die Ämter und amtsfreien Gemeinden verlagert werden. Die Umsetzung der Reform 2011 wird nicht positiv gesehen. Als Sitz der Kreisverwaltung müsse Parchim zum Zuge kommen.
Landkreis Rügen
Der Landkreis Rügen war der Meinung, dass der Gesetzesentwurf hinsichtlich seiner Vereinbarung mit dem Leitbild und dem Urteil des Landesverfassungsgerichtes (LVerfG 9-17/06) überprüft werden müsse. Der Landkreis Rügen befürchtete zudem eine Schwächung des ehrenamtlichen Engagements in den neuen Landkreisen. Die inhomogene Struktur des bisherigen Landkreises Nordvorpommern werde durch die Eingliederung des Insellandkreises Rügen noch verstärkt. Die Mehrheit der Bevölkerung der Insel Rügen spreche sich für den Beibehalt des bisherigen Landkreises aus. Ein Sonderstatus des Landkreises Rügen sei aufgrund der spezifischen Einzelmerkmale und besonderen Anforderungen zu rechtfertigen.
Der Landkreis wollte gerichtlich gegen die Neuordnung der Landkreise vorgehen.
Landkreis Uecker-Randow
Der Landkreis Uecker-Randow hielt den geplanten neuen Landkreis Südvorpommern der Fläche nach für zu groß und sieht deshalb das ehrenamtliche Engagement in der Bevölkerung in Gefahr.

#### Kreisfreie Städte
Hansestadt Greifswald
Die Hansestadt Greifswald hatte versucht, den Status als kreisfreie Stadt besonderer Art zu erhalten. Zusammen mit einigen Nachbargemeinden, die aber allesamt selbstständig bleiben sollten, wollte die Hansestadt einen eigenen Stadtkreis bilden. Sie hätte auch lieber eine weitergehende Reform auf kommunaler Ebene mit der Abschaffung der vielen kleinen Gemeinden, die weniger als 500 Einwohner haben, gesehen. Durch die Einbeziehung der Stadt in einen Landkreis würde ihre Bedeutung in sehr hohem Maße abnehmen.
Neubrandenburg
Die Stadt schlug ein Verbandsmodell vor, das versuche, den notwendigen Effizienzgewinn mit dem Erhalt der kommunalen Selbstverwaltung zu verbinden. Mittelpunkt des Verbandsmodells sei eine Funktionalreform. Im Gegensatz zum Gesetzentwurf, in dem drei der sechs geplanten Landkreise über den im Leitbild angestrebten 4000 Quadratkilometern lägen, stelle sich beim Verbandsmodell das Problem zu großer Kreisgrößen nicht. Es achte die Verflechtungsräume im Land vollständig, es respektiere alle Kreisgrenzen und mache Aufgabenübertragungen im gewünschten Umfang möglich. Zudem wollte die Stadt ihre Kreisfreiheit behalten.
Hansestadt Rostock
Die Hansestadt Rostock kritisierte, dass eine außerhalb eines Landkreises liegende freie Stadt nicht Kreisstadt sein dürfe, und gibt den Wunsch bekannt, selbst den Kreissitz des künftigen Landkreises Mittleres Mecklenburg zu erhalten. Bei der Gebietsabgrenzung dieses Landkreises wurde kritisiert, dass das Gebiet um Ribnitz-Damgarten beim Landkreis Nordvorpommern verbleiben soll.
Landeshauptstadt Schwerin
Die Landeshauptstadt Schwerin begrüßte die Tatsache, dass sie kreisfrei bleiben würde, fordert aber für die Aufgaben, die die kreisfreien Städte zu bewältigen haben, zusätzliche Geldmittel. Die fehlende Neuordnung des Stadt-Umland-Verhältnisses wurde bedauert, genauso wie eine Verschiebung der Entscheidung, ob und ggf. welche Umlandgemeinden in die Landeshauptstadt eingegliedert werden. Es werde in Zukunft wohl nur noch zu freiwilligen Eingliederungen kommen können.
Hansestadt Stralsund
Die Hansestadt Stralsund kritisierte, dass die Stadt-Umland-Beziehungen der größeren Städte nicht geregelt worden seien. Sie wollte vom Landesgesetzgeber zum Kreissitz des vergrößerten Landkreises Nordvorpommern bestimmt werden.
Hansestadt Wismar
Die Hansestadt Wismar bedauerte, dass nicht zum gleichen Zeitpunkt eine landesweite Gemeindegebietsreform in Kraft trat. Sie hätte sich ebenso eine Regelung der Stadt-Umland-Problematik gewünscht. Die Stadt befinde sich in Grenzen, die seit rund 150 Jahren nicht verändert worden seien, und gerade für Industrieansiedlungen gebe es keine Flächen mehr. Zudem plädierte die Stadt für den Erhalt der Kreisfreiheit. Der Status als große kreisangehörige Stadt müsse auch denjenigen größeren Städten zugebilligt werden, die selbst nicht kreisfrei waren. Mögliche Kriterien für den Status als große kreisangehörige Städte ergäben sich aus einer Aufgabenprivilegierung und einer finanziellen Privilegierung. Je nachdem, wie diese Privilegierungen bemessen werden, stelle sich allerdings die Frage, wieso überhaupt eingekreist werde.

#### Kreisstädte
Anklam
Die Stadt Anklam befürwortete die neue Verwaltungsstruktur. Eine Festlegung von Anklam als Kreissitz des Landkreises Südvorpommern sei im Hinblick auf die Lage im Landkreis und die Erreichbarkeit für die Einwohner eine vernünftige Entscheidung und zum Wohle der Bürger des neuen Landkreises. Allein die Erreichbarkeit der Kreisstadt von 72 Prozent der Bevölkerung mit einem Zeitaufwand von nur 45 Minuten lasse keine andere Entscheidung zu.
Bad Doberan
Die Stadt lehnte Rostock als Kreissitz ab. Eine Abstimmung der Bevölkerung über den Kreisnamen und den Kreissitz wurde befürwortet.
Bergen auf Rügen
Eine Stellungnahme der Kreisstadt Bergen auf Rügen liegt nicht vor.
Demmin
Die Aufteilung des Landkreises Demmin wurde abgelehnt. Im Falle der Eingliederung des gesamten Landkreises Demmin in einen neuen Landkreis wünschte die Hansestadt, den Kreissitz zu erhalten. Dieser dürfe aber nicht von der Bevölkerung in einem Volksentscheid, sondern vom Gesetzgeber entschieden werden. Für den Fall des Verlustes des Kreissitzes wurde neben finanziellen Ausgleichszahlungen auch für die Errichtung einer Nebenstelle in der Hansestadt plädiert.
Grevesmühlen
Eine Stellungnahme der Kreisstadt Grevesmühlen liegt nicht vor.
Grimmen
Eine Stellungnahme der Kreisstadt Grimmen liegt nicht vor.
Güstrow
Die Stadt wünschte sich die Festlegung des Kreissitzes durch den Gesetzgeber. Außerdem solle dieser den Namen des neuen Landkreises bestimmen und hierbei landesweit die Benennung nach den Kreisstädten den bisher geplanten geographischen Bezeichnungen vorziehen. Angesichts der mit der Hansestadt Wismar vergleichbaren Ausstattung Güstrows sei es bedenkenswert, Güstrow als große kreisangehörige Stadt einzustufen und entsprechende Aufgaben zu übertragen. Allerdings könne Güstrow mithilfe einer guten kommunalen Zusammenarbeit auch gut als größte nicht-große kreisangehörige Stadt existieren.
Ludwigslust
Die Stadt wünschte, dass der Gesetzgeber sowohl den Namen als auch die Kreisstadt des neuen Landkreises festlege. Sie wollte den Kreissitz und somit auch die Polizeidirektion erhalten bzw. behalten.
Neustrelitz
Die Kreisstadt Neustrelitz lehnte den Gesetzesentwurf ab. Eine Kreisstrukturreform sei nicht nötig. Eine Übertragung besonderer Aufgaben auf die großen kreisangehörigen Städte, verbunden mit einer geringeren Kreisumlage derselben, hielt die Stadt für verfassungswidrig.
Parchim
Die Stadt wünschte, dass der Gesetzgeber den Namen des neuen Landkreises festlege. Bei einem Bürgerentscheid sah sich Parchim gegenüber Ludwigslust im Nachteil. Die Stadt hielt ein Zusammenwachsen der Bevölkerung von 2011 bis zur nächsten Kommunalwahl 2014 wegen der Kürze der Zeitspanne nicht für möglich.
Pasewalk
Die Kreisstadt Pasewalk lehnte den Gesetzesentwurf ab. Der Gesetzgeber müsse über den Kreissitz des neuen Landkreises befinden. Die Stadt wünschte, den Sitz der Kreisverwaltung im neuen Landkreis zu bekommen.
Waren (Müritz)
Die Stadt befürwortete eine Abstimmung der Bevölkerung über den Kreisnamen und den Kreissitz. Wegen der Größe des neuen Landkreises sei es unwahrscheinlich, dass die Bürger aus unterschiedlichen Teilen des Landkreises ausreichend gemeinsame Interessen als Basis für Kompromisse bei strittigen Fragen fänden. Dies wirke sich auch auf die Mitarbeiter der neuen Kreisverwaltung und die Mitglieder des neuen Kreistages aus. Der Großteil der Kreistagsmitglieder werde aus den Zentren kommen, der ländliche Raum bleibe auf der Strecke. Die Stadt wünschte selbst gerne zu einer großen kreisangehörigen Stadt ernannt zu werden.

### Namensvorschläge und gewählte Kreisnamen
Bis zum 4. Juni 2011 konnten die in den neuen Landkreisen aufgehenden Körperschaften Vorschläge für die neuen Kreisnamen vorlegen. Am 4. September 2011, dem Tag des Inkrafttretens der Kreisgebietsreform, konnten die Wähler anlässlich der Landtagswahl in Mecklenburg-Vorpommern 2011 auch über den jeweiligen neuen Kreisnamen abstimmen.
Die folgenden Vorschläge wurden fristgerecht eingereicht:
| Neuer Landkreis (Planungsname)        | Zur Abstimmung gestellte Namensvorschläge          | Zustimmung | Vorschlagende(r) kreisfreie Stadt/Landkreis                      |
| ------------------------------------- | -------------------------------------------------- | ---------- | ---------------------------------------------------------------- |
| Landkreis Mecklenburgische Seenplatte | Landkreis Mecklenburgisch-Vorpommersche Seenplatte |            | Landkreis Demmin                                                 |
| Landkreis Mecklenburgische Seenplatte | Landkreis Mecklenburgische Seenplatte              | 83,8 %     | Landkreis Mecklenburg-Strelitz, Landkreis Müritz, Neubrandenburg |
| Landkreis Mittleres Mecklenburg       | Landkreis Rostock                                  | 55,5 %     | Landkreis Bad Doberan                                            |
| Landkreis Mittleres Mecklenburg       | Landkreis Güstrow-Bad Doberan                      |            | Landkreis Güstrow                                                |
| Landkreis Nordvorpommern              | Ostseekreis Stralsund                              |            | Landkreis Nordvorpommern, Stralsund                              |
| Landkreis Nordvorpommern              | Landkreis Vorpommern-Rügen                         | 51,0 %     | Landkreis Rügen                                                  |
| Landkreis Nordwestmecklenburg         | Landkreis Nordwestmecklenburg                      | 62,8 %     | Landkreis Nordwestmecklenburg                                    |
| Landkreis Nordwestmecklenburg         | Ostseekreis Wismar                                 |            | Wismar                                                           |
| Landkreis Südvorpommern               | Landkreis Vorpommern-Greifswald                    | 63,3 %     | Landkreis Demmin, Landkreis Ostvorpommern, Greifswald            |
| Landkreis Südvorpommern               | Ostsee-Haffkreis Vorpommern                        |            | Landkreis Uecker-Randow                                          |
| Landkreis Südwestmecklenburg          | Landkreis Ludwigslust-Parchim                      | 55,4 %     | Landkreis Ludwigslust                                            |
| Landkreis Südwestmecklenburg          | Landkreis Parchim-Ludwigslust                      |            | Landkreis Parchim                                                |

Die neuen Kreisnamen (in der Tabelle markiert) gelten seit dem 7. September 2011. Sie wurden von den Wählern drei Tage vorher anlässlich der Kommunalwahl bestimmt.

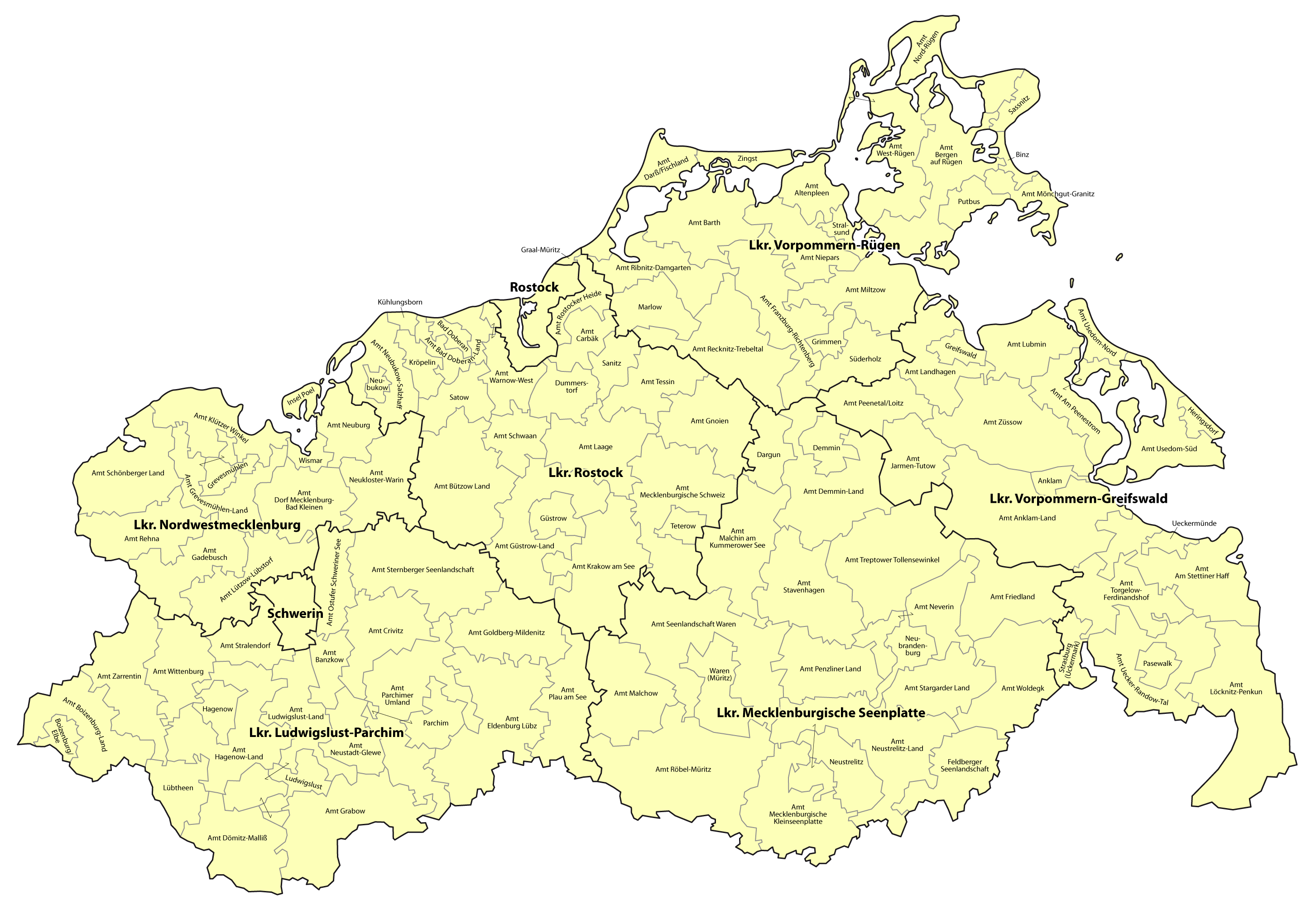
Karte der neuen Kreise

Alte Kfz-Kennzeichen bleiben bis zur Abmeldung des Fahrzeugs gültig.
Neue Kennzeichen werden auf Vorschlag der jeweiligen Kreistage durch den Bundesverkehrsminister festgelegt. Neu eingeführt wurden die Kennzeichen LRO für den Landkreis Rostock, VG für den Landkreis Vorpommern-Greifswald, VR für den Landkreis Vorpommern-Rügen, MSE für den Landkreis Mecklenburgische Seenplatte und LUP für den Landkreis Ludwigslust-Parchim.

### Kommunale Verfassungsbeschwerden
Am 18. August 2011 wies das Landesverfassungsgericht Mecklenburg-Vorpommern die kommunalen Verfassungsbeschwerden der Landkreise Ludwigslust, Müritz, Ostvorpommern, Rügen und Uecker-Randow sowie der bisher kreisfreien Städte Greifswald und Wismar gegen das Landkreisneuordnungsgesetz mit vier zu drei Richterstimmen zurück.